# إيوان بوغدان
إيوان بوغدان (بالرومانية: Ioan Bogdan)‏ هو لاعب كرة قدم روماني في مركز الدفاع، ولد في 26 يناير 1956 في أراد في رومانيا. شارك مع منتخب رومانيا لكرة القدم. أما مع النوادي، فقد لعب مع يو تي أي أراد.

## وصلات خارجية
- إيوان بوغدان على موقع قاعدة بيانات كرة القدم.إي يو (الإنجليزية)
- إيوان بوغدان على موقع ناشيونال فوتبول تيمز (الإنجليزية)